# Saint-Jean-Soleymieux
Saint-Jean-Soleymieux é uma comuna francesa na região administrativa de Auvérnia-Ródano-Alpes, no departamento de Loire. Estende-se por uma área de 16,47 km². Em 2010 a comuna tinha 878 habitantes (densidade: 53,3 hab./km²).